# Leptynite

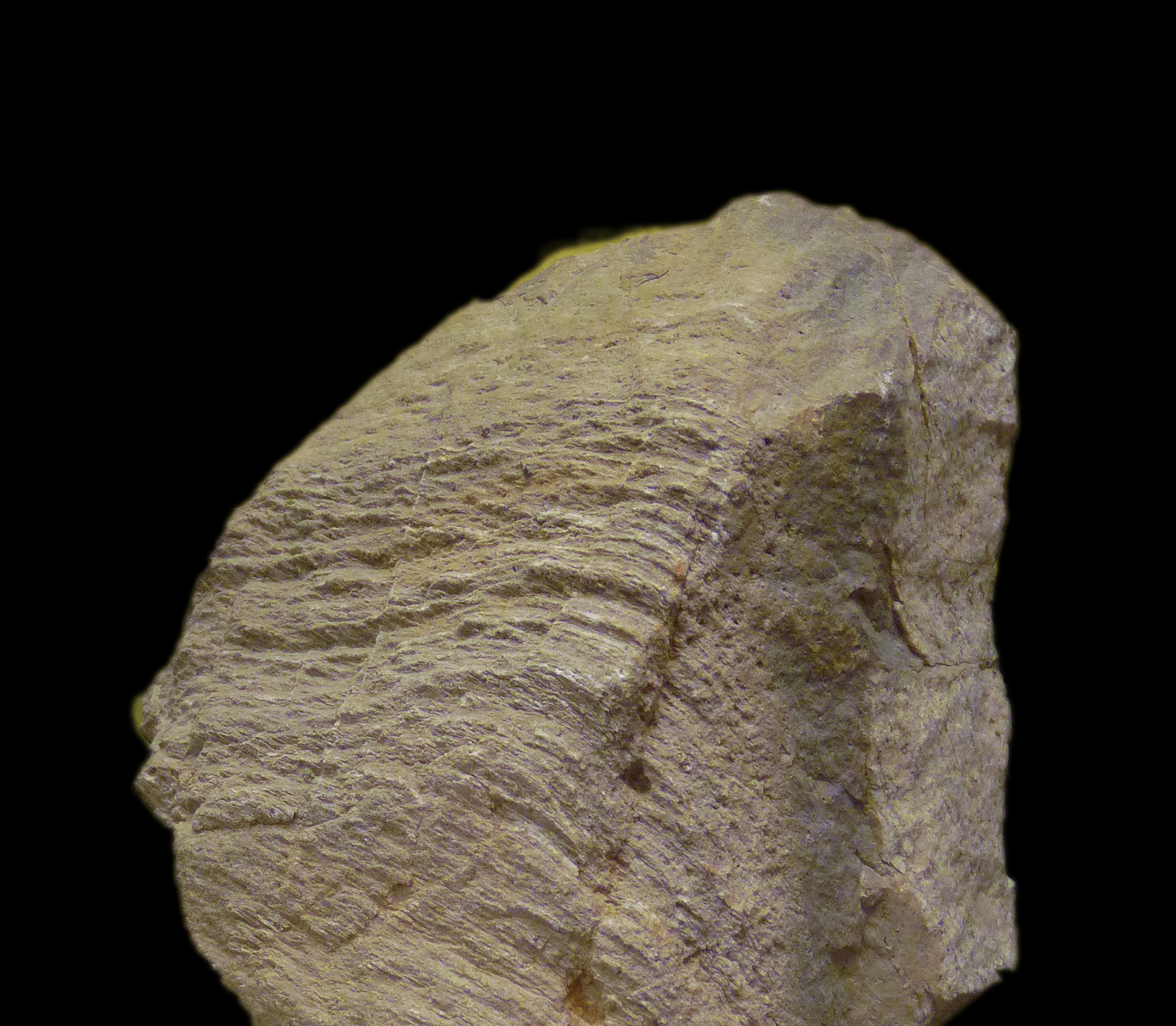
Leptynite à grenats (col des Bagenelles)

Du grec leptunô, amincir, déduit de λεπτός (leptόs), mince, faible, tendre
Une leptynite est une roche métamorphique de type gneissique à grain fin, composée de quartz, de feldspath alcalin, souvent de grenat, où la biotite peut atteindre 10 %, et pauvre en muscovite primaire, en mica et en amphibole[réf. nécessaire]. Elle est souvent de couleur claire et se débite typiquement en parallélépipèdes. Sa foliation est peu marquée.
Une leptynite est issue du métamorphisme :
- d'un grès arkosique (paraleptynite) ;
- ou d'une rhyolite (ortholeptynite).